# Aleso (mitologia romana)
Aleso  (latino Halesus) è un personaggio mitologico, citato nell'Eneide.
Nel poema virgiliano, Aleso è il figlio di un indovino ed è originario di Argo. Giunto in Italia dopo la guerra di Troia, alla quale aveva preso parte come auriga di Agamennone, fonda Falerii e diviene capo di Osci e Aurunci. Si allea a Turno ma viene ucciso da Pallante

## Vittime di Aleso nella guerra latina
1. Ladone: colpito dall'eroe.
2. Ferete: colpito dall'eroe.
3. Demodoco: colpito dall'eroe.
4. Strimonio: ucciso tramite taglio della mano destra, mentre gli si scagliava contro con la spada.
5. Toante: ucciso tramite un masso che gli distrugge il teschio.

Aleso uccide cinque troiani nella mischia virgiliana venendo poi ucciso da Pallante, il figlio del re Evandro.